# Ozierki (rejon fatieżski)
Ozierki (ros. Озерки) – wieś (ros. деревня, trb. dieriewnia) w zachodniej Rosji, w sielsowiecie wierchniechotiemlskim rejonu fatieżskiego w obwodzie kurskim.

## Geografia
Miejscowość położona jest nad ruczajem Griaznyj w dorzeczu Usoży, 3 km od centrum administracyjnego sielsowietu (Wierchnij Chotieml), 8,5 km na południowy zachód od centrum administracyjnego rejonu (Fatież), 39 km na północny zachód od Kurska, 4,5 km od drogi magistralnej (federalnego znaczenia) M2 «Krym» (część trasy europejskiej E105).
We wsi znajduje się 14 posesji.
Klimat
Miejscowość, jak i cały rejon, znajduje się w strefie klimatu kontynentalnego z łagodnym ciepłym latem i równomiernie rozłożonymi opadami rocznymi (Dfb w klasyfikacji klimatów Köppena).

## Demografia
W 2010 r. wieś zamieszkiwało 10 osób.